# Mes amours de 68
Pour plus de détails, voir Fiche technique et Distribution.
Mes amours de 68 (Varljivo leto '68) est un film yougoslave réalisé par Goran Paskaljević, sorti en 1984.

## Synopsis
Durant l'été 1968, Petar Cvetković essaie de trouver la femme de sa vie.

## Fiche technique
- Titre original : Varljivo leto '68
- Titre français : Mes amours de 68
- Réalisation : Goran Paskaljević
- Scénario : Gordan Mihić
- Décors : Miljen Kljakovic
- Photographie : Aleksandar Petković
- Montage : Olga Skrigin (sr)
- Musique : Zoran Hristić
- Pays d'origine : Yougoslavie
- Format : Couleurs - 35 mm - Mono
- Genre : comédie dramatique, romance
- Durée : 91 minutes
- Date de sortie :
  - Yougoslavie : 31 janvier 1984

## Distribution
- Slavko Štimac : Petar Cvetković
- Danilo Stojković : Veselin, le père de Petar
- Mija Aleksić : le grand-père de Petar
- Mira Banjac : la mère de Petar
- Ivana Mihić : Vladica, la sœur de Petar
- Andrija Mrkaić : Tadija, le frère de Petar
- Sanja Vejnović : Ruženjka Hrabalova
- Neda Arnerić : Olja Miranovski
- Dragana Varagić : Jagodinka Simonović